# FREMO

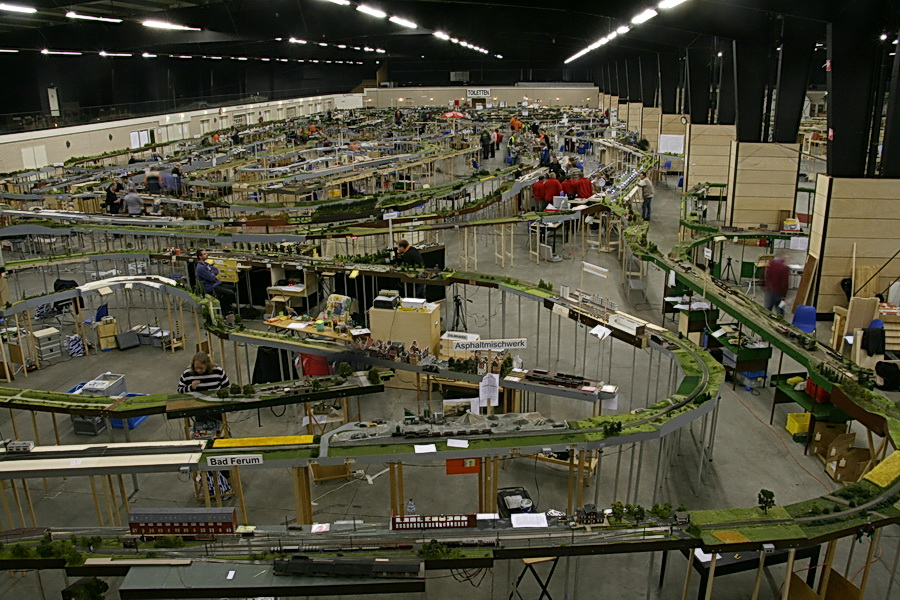
Vista di una riunione FREMO a Zuidbroek (NL) ottobre 2010: moduli per una lunghezza di un kilometro di binari

FREMO (Acronimo di "Freundeskreis Europäischer Modellbahner", "circolo di amici ferromodellisti europei") è una organizzazione europea che detta standard per plastici ferroviari modulari in scala H0 e in scala N.